# Ламбру, Эндрю
Э́ндрю Ла́мбру (греч. Ανδρέα Λάμπρου; англ. Andrew Lambrou; род. 25 мая 1998, Сидней, Австралия) — австралийский певец греко-киприотского происхождения. Представитель Кипра на конкурсе «Евровидение-2023», занял в финале 12 место.

## Детство
Родился в 1998 году в греко-киприотской семье. Учился в музыкальной школе AMS, где научился играть на пианино. В возрасте пяти лет занял первое место в эйстетводе, проводившемся школой, исполнив «Do-Re-Mi».

## Карьера
Впервые привлёк внимание в 2013 году после публикации кавер-версии песни «My Immortal» группы Evanescence. В 2015 году Ламбру принял участие в австралийской версии шоу «X-Фактор», где вошёл в топ-20.